# 巴赫里體育場
巴赫里體育場（阿拉伯语：‎）是一座位於伊拉克巴斯拉的足球專用體育場。。本體育場是伊拉克甲級足球聯賽巴赫里體育俱樂部的新主場。體育場可容納7,000名觀眾，全部都有座位和遮蔽。